# Německá lidová strana (Slovensko)
Německá lidová strana (německy Deutsche Volkspartei) byla politická strana na území prvorepublikového Československa, respektive Slovenska a Podkarpatské Rusi, která reprezentovala část národnostní menšiny Karpatských Němců.

## Dějiny
Byla založena v září 1930 v Bratislavě jako nová politická strana, do jejíhož čela se postavil Ferdinand Billot, bývalý předseda německé sekce v převážně maďarské Zemské křesťansko-socialistické straně. Strana deklarovala ambici překonat politické rozdělení Němců na východě ČSR a na rozdíl od konkurenční Karpatoněmecké strany byla nakloněná spolupráci s maďarskou menšinou. V roce 1931 strana iniciovala vznik pracovního společenství s takzvaným Německým úřadem sídlícím v Bratislavě, v němž kromě Německé lidové strany zasedla také německá sekce Zemské křesťansko-socialistické strany, Spišská německá strana a Německá národně socialistická strana dělnická. Posledně jmenovaná se později z této koalice stáhla, stejně jako Spišská německá strana, čímž aktivita této nadstranické aliance ustala ještě před parlamentními volbami v roce 1935. Analogicky ustala i činnost Německé lidové strany.